# 棕鮰
棕鮰為輻鰭魚綱鯰形目北美鯰科的其中一種，分布於美國維吉尼亞州南部至佛羅里達州的淡水流域，體長可達29公分，棲息在岩石底質、水流快速的河川溪流。